# Dagpengeloven af 1907
Dagpengeloven af 1907 er den første danske lov om statsstøtte til arbejdsløshedskasser. Loven var en social forsikringsordning med en tryghedsgaranti for arbejdere, der blev ramt af ledighed. Loven blev forelagt Rigsdagen af indenrigsminister Sigurd Berg og vedtaget i Folketinget den 9. april 1907. Loven var en del af et større sociallovgivningskompleks, hvor kommunerne bl.a. fik "adgang til at yde hjælp til nødstedte uden fattighjælps virkninger" 

## Baggrund
I 1905 havde et medlem af Højre, Poul Rasmussen fremsat et forslag om, at arbejdsløshedskasser, som var anerkendte af staten, skulle kunne opnå offentligt tilskud. På denne baggrund blev der nedsat en kommision, som i sin betænkning bl.a. argumenterede for, at samfundet har et medansvar for at afhjælpe de negative konsekvenser ved ledighed. Sigurd Bergs lovforslag fulgte på alle væsentlige punkter kommisionens anbefaling. Folketingsdebatten forud for vedtagelsen kredsede især om, hvorledes reglerne skulle udformes, således at misbrug af ordningen kunne forebygges. 

## Lovens indhold
Den danske Lov om Arbejdsløshedskasser er af 9. april 1907, men på nogle punkter ændret ved lov af 8. april 1914. En arbejdsløshedskasse område til også at
omfatte andre end de foran nævnte personer. En arbejdsløshedskasse, der skal bestå af mindst 50 medlemmer, skal enten være fagligt eller geografisk afgrænset; med en enkelt undtagelse er alle bestående arbejdsløshedskasser fagligt afgrænsede.
Understøttelse må ikke ydes, når arbejdsløsheden skyldes strejker eller lockouts, sygdom, invaliditet eller andre i loven nævnte særlige
årsager. Understøttelse kan ydes som rejse- og flyttehjælp, huslejehjælp,
dagpenge og barselhjælp. Den daglige understøttelse må i de faglige kasser ikke udgøre
over 2/3 af den gennemsnitlige arbejdsløn i faget, dog højst 2 kr. og mindst
50 ører pr. dag. Understøttelse ydes ikke i det første år efter indmeldelsen (Undtagelse kan her gøres for lærlinge og unge fabrikarbejdere) og i de første 6 dage efter, at arbejdsløsheden er indtruffet. I reglen kan den maksimale understøttelse for et år efter vedtægten højst svare til en dagpengeydelse for 70 dage
(undtagelsesvis dog kun til 50 dage). Er der ydet maksimal understøttelse 3 år i træk,
må vedkommede betale medlemsbidrag i 12 måneder, før han paa ny kan få
understøttelse. 
Statens bidrag var obligatorisk og udgjorde efter loven af 1907 1/3 af udgifterne i en arbejdsløshedskasse , men med lovændringen af 1914 ændredes dette til halvdelen af det indbetalte medlemsbidrag.  Hvis en Kasse danner en
særlig Fond til at virke under ekstraordinær arbejdsløshed, tilskyder statskassen, med visse begrænsninger, yderligere halvdelen af det til denne fond af medlemsbidragene henlagte beløb. Kommunernes tilskud er som hovedregel kun
fakultativt og kan dels bestå i tilskud til de ubemidlede Medlemmers Bidrag, dels i et
tilskud til selve Arbejdsløshedskassen, der dog ikke maa overskride 1/3 af de ubemidlede medlemmers Bidrag. Har en kasse dannet en fond for ekstraordinær arbejdsløshedsunderstøttelse, er kommunen dog forpligtet til at yde den
nævnte tredjedel.  
Tilsynet med disse kasser føres af en arbejdsløshedsinspektør, der
udnævnes af kongen. Ved siden af ham fungerer et arbejdsløshedsnævn. Dette består af
Inspektøren som formand, 6 af tillidsmændene for de enkelte arbejdsløshedskasser udnævnte medlemmer og 2 medlemmer for hvert af de to kamre i Rigsdagen.
Arbejdsløshedskasserne i Danmark var oprindelig dannet af fagforeningerne, men fik yderligere tilslutning, efter at arbejdsløshedsforsikringsloven var trådt i kraft. Fra 1908-09 til 1912-13 steg antallet af arbejdsløshedskasser fra 44 til
55,  mens medlemstallet steg fra 83836 til 120289. Indtægterne steg i samme periode fra 1343000 til 2692000 kr., udgifterne fra 1449000 til 1889000 kr. og formuen fra 325000 til 2382000 kr. 

## Betydning
Loven vurderes som et vigtig led i udbygningen af den danske model, hvor staten understøtter aftalesystemet på arbejdsmarkedet med et socialt sikkerhedsnet.   De grundlæggende elementer i denne lov er stadig gældende for dagpengeudbetaling; princippet om en kompenserende ydelse ved ledighed, optjeningsperiode som en forudsætning for at være berettiget til dagpenge og en begrænsning af ydelsernes løbetid. 

## Eksterne links
- Asbjørn Sonne Nørgaard: Kommunalisering af det offentlige ansvar for arbejdsløshedsforsikring; Mellem incitamenter og socialsikring Arkiveret 17. oktober 2015 hos  Wayback Machine Samfundsøkonomen nr 5. November 2009